# Defensive back

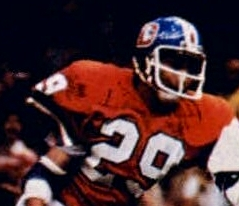
Le défenseur des Broncos de Denver, Bernard Jackson, lors d'un jeu défensif contre les Cowboys de Dallas lors du Super Bowl XII.

Dans le football américain et le football canadien, le defensive back (demi défensif au Canada) est un joueur de l'escoudade défensive, qui se positionne derrière (« back ») la ligne d'engagement. Les defensive backs se distinguent des joueurs de la ligne défensive et des secondeurs (linebackers), étant placés derrière ceux-ci et constituant la dernière ligne défensive.
Defensive back est donc un terme générique, généralement classés en plusieurs postes spécialisés :
- Safety (maraudeur au Canada)
- Cornerback (demi de coin au Canada)